# PalaResia
Il PalaResia (in ted. Stadthalle) è un'arena coperta di Bolzano.

## Storia e descrizione
Il PalaResia viene utilizzato sia per attività sportive, soprattutto come palestra e per gare di pallavolo e squash, sia per attività ludiche, come concerti musicali.
Il palazzetto ha ospitato le gare casalinghe della squadra maschile di pallavolo del Südtirol e dell'AVS e della squadra femminile di pallavolo del Neruda Volley..
Ha inoltre ospitato la sfida di Coppa Davis 1992 tra Italia e Spagna, valida per il 1º turno del Gruppo Mondiale e disputata tra il 31 gennaio e il 2 febbraio 1992, vinta con il punteggio di 4-1 dall'Italia, su campo in sintetico.